# Jožko Jakončič
Jožko Jakončič, slovenski pravnik, in skladatelj, * 19. marec 1903, Gorica, † 5. april 1954, Gorica.

## Življenje in delo
Rodil se je v družini gospodinje Amalije Jakončič rojene Kastelic in posestnika Antona Jakončiča. Šolal se je do leta 1915 v Gorici, kot vojni begunec do 1918 v Gradcu, nato pa ponovno v Gorici na liceju Vittorio Emanuele III., kjer je lata 1921 tudi maturiral. Pravo je začel študirati na Dunaju (1921-1923) in končal 1925 z doktoratom v Bologni. Glasbo je najprej študiral na glasbeni šoli goriške Glasbene matice (1913-1914), obiskoval Neues Wiener Konservatorium na Dunaju (1921-1923), kjer mu je bil med drugimi učitelj tudi Richard Strauss in tu sledil delu  
ekspresionistov. V Bologni se je leta 1924 vpisal na Licco Musicale, a še v istem letu študij prekinil. Leta 1930 je opravil odvetniški izpit in odprl odvetniško pisarno v Kanalu ob Soči ter kasneje v Gorici. Kot častnik je služil v Etiopiji in se s činom kapitana udeležil tudi 2. svetovne vojne. Od leta 1947 je poučeval zgodovino in zemljepis, od 1950 do smrti pa angleščino in slovenščino na nižji srednji šoli v Gorici.
Prva glasbena dela je verjetno ustvaril leta 1921, vendar je po letu 1926 prenehal, ker so mu fašisti pri požigu goriškega Trgovskega doma 4. novembra 1926 uničili nekaj partitur. Med drugimi so znane njegove naslednje skladbe: Tri glasbeni misli za violo in klavir, Andante Es dur za orkester, L'ultimo sosprio za orkester, De profundis, menolog za recital in veliki orkester, Frine pred sodniki, menolog za recital in veliki orkester, ter Maša za pevski zbor, orgle in orkester.